# Campeonato Paulista Serie A2 2022
El Campeonato Paulista Serie A2 de 2022 fue la 77.ª edición del torneo de segunda división de los clubes de fútbol del estado de São Paulo. El torneo fue organizado por la Federación Paulista de Fútbol y concedió dos ascensos al Campeonato Paulista del año siguiente. El campeonato comenzó el 23 de enero y finalizó el 17 de abril.
Portuguesa y São Bento fueron los dos equipos que consiguieron el ascenso, regresando tras 8 y 2 años, respectivamente, a la máxima división estatal.

## Sistema de juego
El campeonato de segunda división consiste en dos fases. En la primera de ellas, los 16 equipos participantes se enfrentarán entre sí a una sola rueda completando 15 fechas en total. Los ocho primeros equipos clasificarán a la segunda fase mientras que los dos últimos descenderán a la Serie A3 del próximo año. En la fase final, se jugarán cuartos de final, semifinales y final a partidos de ida y vuelta. Los dos equipos finalistas ascenderán al Campeonato Paulista de primera división del próximo año.

### Criterios de desempate
En caso de empate en la primera fase del campeonato, los criterios de desempate son:
1. Mayor número de victorias.
2. Mayor diferencia de gol.
3. Mayor número de goles a favor.
4. Menor número de tarjetas rojas recibidas.
5. Menor número de tarjetas amarillas recibidas.
6. Sorteo.

En caso de empate en las fases de cuartos de final, semifinales y final, se seguirán los criterios anteriores hasta el numeral 2. En caso de seguir empatados, el desempate se realizará por medio de tiros desde el punto penal.

## Equipos participantes
| Pos. | Descendidos del Paulistão 2021 |
| ---- | ------------------------------ |
| 15.º | São Bento                      |
| 16.º | São Caetano                    |

| Pos. | Ascendidos al Paulistão 2022 |
| ---- | ---------------------------- |
| 1º   | São Bernardo FC              |
| 2º   | Água Santa                   |

| Pos. | Descendidos a la Serie A3 2022 |
| ---- | ------------------------------ |
| 15.º | EC São Bernardo                |
| 16.º | Sertãozinho                    |

| Pos. | Ascendidos de la Serie A3 2021 |
| ---- | ------------------------------ |
| 1.º  | Linense                        |
| 2.º  | Primavera                      |

### Información de los equipos
| Equipo              | Ciudad              | Estadio                    | Capacidad | Posición 2021   |
| ------------------- | ------------------- | -------------------------- | --------- | --------------- |
| Audax               | Osasco              | José Liberatti             | 17 430    | 14.º            |
| Juventus            | São Paulo           | Rodolfo Crespi             | 3 800     | 10.º            |
| Lemense             | Leme                | Brunão                     | 6 701     | 6.º             |
| Linense             | Lins                | Gilbertão                  | 15 770    | 1.º (Serie A3)  |
| Monte Azul          | Monte Azul Paulista | Otacília Patrício Arroyo   | 13 100    | 12.º            |
| Oeste               | Barueri             | Arena Barueri              | 31 452    | 3.º             |
| Portuguesa          | São Paulo           | Canindé                    | 21 004    | 5.º             |
| Portuguesa Santista | Santos              | Ulrico Mursa               | 7 635     | 11.º            |
| Primavera           | Indaiatuba          | Gigante da Vila Industrial | 7 820     | 2.º (Serie A3)  |
| Red Bull Brasil     | Campinas            | Nabi Abi Chedid            | 17 022    | 7.º             |
| Río Claro           | Río Claro           | Augusto Schmidt Filho      | 6 284     | 4.º             |
| São Bento           | Sorocaba            | Walter Ribeiro             | 13 772    | 15.º (Serie A1) |
| São Caetano         | São Caetano do Sul  | Anacleto Campanella        | 14 400    | 16.º (Serie A1) |
| Taubaté             | Taubaté             | Joaquim de Morais Filho    | 9 600     | 13.º            |
| Velo Clube          | Río Claro           | Benito Agnelo Castellano   | 8 136     | 9.º             |
| XV de Piracicaba    | Piracicaba          | Barão da Serra Negra       | 18 000    | 8.º             |

## Primera fase

### Tabla de posiciones
| Pos. | Equipos             | PJ | PG | PE | PP | GF | GC | Dif. | Pts. |
| ---- | ------------------- | -- | -- | -- | -- | -- | -- | ---- | ---- |
| 1.   | Portuguesa          | 15 | 9  | 5  | 1  | 22 | 6  | +16  | 32   |
| 2.   | Oeste               | 15 | 8  | 6  | 1  | 19 | 8  | +11  | 30   |
| 3.   | XV de Piracicaba    | 15 | 7  | 5  | 3  | 18 | 10 | +8   | 26   |
| 4.   | Río Claro           | 15 | 6  | 5  | 4  | 12 | 10 | +2   | 23   |
| 5.   | Velo Clube          | 15 | 6  | 4  | 5  | 18 | 17 | +1   | 22   |
| 6.   | São Bento           | 15 | 5  | 7  | 3  | 16 | 12 | +4   | 22   |
| 7.   | Linense             | 15 | 5  | 7  | 3  | 15 | 12 | +3   | 22   |
| 8.   | Primavera           | 15 | 5  | 7  | 3  | 15 | 15 | 0    | 22   |
| 9.   | Lemense             | 15 | 6  | 3  | 6  | 13 | 16 | −3   | 21   |
| 10.  | Juventus            | 15 | 5  | 4  | 6  | 11 | 12 | −1   | 19   |
| 11.  | São Caetano         | 15 | 5  | 2  | 8  | 17 | 20 | −3   | 17   |
| 12.  | Monte Azul          | 15 | 4  | 4  | 7  | 10 | 19 | −9   | 16   |
| 13.  | Portuguesa Santista | 15 | 3  | 7  | 5  | 12 | 11 | +1   | 16   |
| 14.  | Taubaté             | 15 | 2  | 7  | 6  | 17 | 21 | −4   | 13   |
| 15.  | Audax               | 15 | 2  | 5  | 8  | 13 | 25 | −12  | 11   |
| 16.  | Red Bull Brasil     | 15 | 1  | 4  | 10 | 12 | 26 | −14  | 7    |

|  |                                    |
|  | Clasificados a cuartos de final.   |
|  | Eliminados.                        |
|  | Descendidos a la Serie A3 de 2023. |

### Resultados
| Local \ Visitante   | AUD | JUV | LEM | LIN | MON | OES | POR | PSA | PRI | RBB | RIO | SBE | SCA | TAU | VEL | XVP |
| ------------------- | --- | --- | --- | --- | --- | --- | --- | --- | --- | --- | --- | --- | --- | --- | --- | --- |
| Audax               | —   | —   | 1–2 | —   | 0–2 | —   | 1–1 | —   | 0–0 | —   | —   | 0–2 | —   | 1–3 | 1–2 | —   |
| Juventus            | 2–3 | —   | 1–0 | 0–1 | —   | —   | —   | 0–0 | —   | —   | —   | 0–0 | —   | —   | 0–2 | 1–0 |
| Lemense             | —   | —   | —   | 1–0 | —   | 1–2 | 0–1 | —   | 1–1 | 2–1 | 0–0 | —   | —   | 2–0 | —   | 0–1 |
| Linense             | 1–1 | —   | —   | —   | 3–0 | 1–1 | 1–1 | —   | 1–1 | 1–0 | —   | —   | —   | —   | 1–0 | —   |
| Monte Azul          | —   | 2–1 | 0–1 | —   | —   | —   | —   | 0–0 | —   | —   | 2–1 | —   | 1–0 | 1–1 | —   | 0–0 |
| Oeste               | 3–1 | 1–1 | —   | —   | 2–0 | —   | 0–0 | —   | 0–0 | —   | —   | 3–0 | 0–2 | —   | 1–0 | —   |
| Portuguesa          | —   | 1–0 | —   | —   | 4–0 | —   | —   | 3–1 | —   | —   | 0–1 | 0–0 | 2–1 | 2–1 | —   | 0–0 |
| Portuguesa Santista | 3–0 | —   | 5–0 | 0–2 | —   | 0–0 | —   | —   | —   | 1–1 | 0–0 | —   | —   | 1–0 | —   | —   |
| Primavera           | —   | 1–0 | —   | —   | 2–1 | —   | 0–3 | 1–0 | —   | 2–1 | —   | —   | 2–3 | —   | 1–1 | —   |
| Red Bull Brasil     | 0–0 | 0–1 | —   | —   | 1–1 | 1–3 | 0–3 | —   | —   | —   | —   | 1–1 | 1–2 | —   | 2–1 | —   |
| Río Claro           | 1–0 | 1–2 | —   | 1–1 | —   | 0–1 | —   | —   | 1–0 | 1–0 | —   | 0–0 | —   | 2–1 | —   | —   |
| São Bento           | —   | —   | 3–1 | 1–1 | 2–0 | —   | —   | 0–0 | 1–1 | —   | —   | —   | —   | 1–0 | 1–2 | 1–2 |
| São Caetano         | 0–1 | 0–2 | 0–0 | 3–0 | —   | —   | —   | 0–0 | —   | —   | 0–1 | 1–3 | —   | 3–2 | —   | —   |
| Taubaté             | —   | 0–0 | —   | 1–1 | —   | 0–0 | —   | —   | 2–2 | 4–3 | —   | —   | —   | —   | 2–2 | 0–0 |
| Velo Clube          | —   | —   | 0–2 | —   | 1–0 | —   | 0–1 | 2–1 | —   | —   | 1–1 | —   | 3–2 | —   | —   | 1–1 |
| XV de Piracicaba    | 3–3 | —   | —   | 1–0 | —   | 1–2 | —   | 2–0 | 0–1 | 3–0 | 2–1 | —   | 2–0 | —   | —   | —   |

## Fase final

### Cuadro de desarrollo
|  | Cuartos de final  | Cuartos de final  | Cuartos de final  | Cuartos de final  | Cuartos de final  |   |       | Semifinales    | Semifinales    | Semifinales    | Semifinales    | Semifinales    |  |   | Final            | Final            | Final            | Final            | Final            |  |
|  | 26 al 30 de marzo | 26 al 30 de marzo | 26 al 30 de marzo | 26 al 30 de marzo | 26 al 30 de marzo |   |       | 2 y 9 de abril | 2 y 9 de abril | 2 y 9 de abril | 2 y 9 de abril | 2 y 9 de abril |  |   | 14 y 17 de abril | 14 y 17 de abril | 14 y 17 de abril | 14 y 17 de abril | 14 y 17 de abril |  |
|  |                   |                   |                   |                   |                   |   |       |                |                |                |                |                |  |   |                  |                  |                  |                  |                  |  |
|  |                   |                   |                   |                   |                   |   |       |                |                |                |                |                |  |   |                  |                  |                  |                  |                  |  |
|  | 1                 | Portuguesa        | 1                 | 1                 | 2                 |   |       |                |                |                |                |                |  |   |                  |                  |                  |                  |                  |  |
|  | 1                 | Portuguesa        | 1                 | 1                 | 2                 |   |       |                |                |                |                |                |  |   |                  |                  |                  |                  |                  |  |
|  | 8                 | Primavera         | 0                 | 0                 | 0                 |   |       |                |                |                |                |                |  |   |                  |                  |                  |                  |                  |  |
|  | 8                 | Primavera         | 0                 | 0                 | 0                 |   | 1     | Portuguesa     | 1              | 1              | 2              |                |  |   |                  |                  |                  |                  |                  |  |
|  |                   |                   |                   |                   |                   |   | 1     | Portuguesa     | 1              | 1              | 2              |                |  |   |                  |                  |                  |                  |                  |  |
|  |                   |                   | 4                 | Río Claro         | 0                 | 1 | 1     |                |                |                |                |                |  |   |                  |                  |                  |                  |                  |  |
|  | 4                 | Río Claro         | 4                 | Río Claro         | 0                 | 1 | 1     | 2              | 0              | 2 (10)         |                |                |  |   |                  |                  |                  |                  |                  |  |
|  | 4                 | Río Claro         |                   |                   |                   |   |       |                |                | 2 (10)         |                |                |  |   |                  |                  |                  |                  |                  |  |
|  | 5                 | Velo Clube        | 2                 | 0                 | 2 (9)             |   |       |                |                |                |                |                |  |   |                  |                  |                  |                  |                  |  |
|  | 5                 | Velo Clube        | 2                 | 0                 | 2 (9)             |   |       |                |                |                |                |                |  | 1 | Portuguesa       | 1                | 2                | 3                |                  |  |
|  |                   |                   |                   |                   |                   |   |       |                |                |                |                |                |  | 1 | Portuguesa       | 1                | 2                | 3                |                  |  |
|  |                   |                   | 6                 | São Bento         | 1                 | 0 | 1     |                |                |                |                |                |  |   |                  |                  |                  |                  |                  |  |
|  | 2                 | Oeste             | 6                 | São Bento         | 1                 | 0 | 1     | 0              | 4              | 4              |                |                |  |   |                  |                  |                  |                  |                  |  |
|  | 2                 | Oeste             |                   |                   |                   |   |       |                |                | 4              |                |                |  |   |                  |                  |                  |                  |                  |  |
|  | 7                 | Linense           | 1                 | 0                 | 1                 |   |       |                |                |                |                |                |  |   |                  |                  |                  |                  |                  |  |
|  | 7                 | Linense           | 1                 | 0                 | 1                 |   | 2     | Oeste          | 2              | 1              | 3 (2)          |                |  |   |                  |                  |                  |                  |                  |  |
|  |                   |                   |                   |                   |                   |   | 2     | Oeste          | 2              | 1              | 3 (2)          |                |  |   |                  |                  |                  |                  |                  |  |
|  |                   |                   | 6                 | São Bento         | 2                 | 1 | 3 (3) |                |                |                |                |                |  |   |                  |                  |                  |                  |                  |  |
|  | 3                 | XV de Piracicaba  | 6                 | São Bento         | 2                 | 1 | 3 (3) | 0              | 1              | 1              |                |                |  |   |                  |                  |                  |                  |                  |  |
|  | 3                 | XV de Piracicaba  |                   |                   |                   |   |       |                |                | 1              |                |                |  |   |                  |                  |                  |                  |                  |  |
|  | 6                 | São Bento         | 1                 | 5                 | 6                 |   |       |                |                |                |                |                |  |   |                  |                  |                  |                  |                  |  |
|  | 6                 | São Bento         | 1                 | 5                 | 6                 |   |       |                |                |                |                |                |  |   |                  |                  |                  |                  |                  |  |
|  |                   |                   |                   |                   |                   |   |       |                |                |                |                |                |  |   |                  |                  |                  |                  |                  |  |

Nota: El equipo que ocupa la primera línea es el que define la serie como local.
| Bandera del estado de São Paulo |
| Campeón                         |
| Portuguesa 3.er título          |

## Clasificación general
| Pos. | Equipos             | PJ | PG | PE | PP | GF | GC | Dif. | Pts. | Nota                                    |
| ---- | ------------------- | -- | -- | -- | -- | -- | -- | ---- | ---- | --------------------------------------- |
| 1.   | Portuguesa          | 21 | 13 | 7  | 1  | 29 | 8  | +21  | 46   | Ascendidos al Campeonato Paulista 2023. |
| 2.   | São Bento           | 21 | 7  | 10 | 4  | 26 | 19 | +7   | 31   | Ascendidos al Campeonato Paulista 2023. |
| 3.   | Oeste               | 19 | 9  | 8  | 2  | 26 | 12 | +14  | 35   |                                         |
| 4.   | Río Claro           | 19 | 6  | 8  | 5  | 15 | 14 | +1   | 26   |                                         |
| 5.   | XV de Piracicaba    | 17 | 7  | 5  | 5  | 19 | 16 | +3   | 26   | Clasificado a la Serie D 2023.          |
| 6.   | Linense             | 17 | 6  | 7  | 4  | 16 | 16 | 0    | 25   |                                         |
| 7.   | Velo Clube          | 17 | 6  | 6  | 5  | 20 | 19 | +1   | 24   |                                         |
| 8.   | Primavera           | 17 | 5  | 7  | 5  | 15 | 17 | −2   | 22   |                                         |
| 9.   | Lemense             | 15 | 6  | 3  | 6  | 13 | 16 | −3   | 21   |                                         |
| 10.  | Juventus            | 15 | 5  | 4  | 6  | 11 | 12 | −1   | 19   |                                         |
| 11.  | São Caetano         | 15 | 5  | 2  | 8  | 17 | 20 | −3   | 17   |                                         |
| 12.  | Monte Azul          | 15 | 4  | 4  | 7  | 10 | 19 | −9   | 16   |                                         |
| 13.  | Portuguesa Santista | 15 | 3  | 7  | 5  | 12 | 11 | +1   | 16   |                                         |
| 14.  | Taubaté             | 15 | 2  | 7  | 6  | 17 | 21 | −4   | 13   |                                         |
| 15.  | Audax               | 15 | 2  | 5  | 8  | 13 | 25 | −12  | 11   | Descendidos a la Serie A3 2023.         |
| 16.  | Red Bull Brasil     | 15 | 1  | 4  | 10 | 12 | 26 | −14  | 7    | Descendidos a la Serie A3 2023.         |